# جيم خواكيم
جيم خواكيم (بالإنجليزية: Jim Leonhard)‏ هو لاعب كرة قدم أمريكية أمريكي، ولد في 27 أكتوبر 1982 في ليديسميث في الولايات المتحدة.

## وصلات خارجية
- الموقع الرسمي
- جيم خواكيم على موقع مرجع كرة القدم المحترفة.كوم (الإنجليزية)